# Halichoeres nebulosus
Espèce
Statut de conservation UICN

 LC  : Préoccupation mineure
Halichoeres nebulosus, espèce communément connue sous le nom de labre nébuleux est un poisson osseux de petite taille de la famille des Labridae.

## Aire de répartition
Cette espèce est endémique à l'océan Indien (y compris la mer Rouge).

## Description
Ce poisson peut atteindre une longueur totale de 12 cm.

## Statut de conservation
L'espèce ne fait face à aucune menace importante au-delà de la collecte occasionnelle pour des aquariums.